# Distretto di Huacchis
Il distretto di Huacchis è un distretto del Perù nella provincia di Huari (regione di Ancash) con 2.055 abitanti al censimento 2007 dei quali 1.400 urbani e 655 rurali.
È stato istituito il 14 dicembre 1954.